# Étourneau de Ceylan
Sturnornis, Sturnornis albofrontatus
Genre
Espèce
Synonymes
- Heterornis albofrontata Layard, 1854[1]
- Sturnia albofrontata (Layard, 1854)[1]
- Sturnus albofrontatus (Layard, 1854)[1]
- Sturnus senex (Bonaparte, 1850)[1]
- Temenuchus pagodarum senex (Bonaparte, 1851)[1]
- Temenuchus senex (Bonaparte, 1851)[1]

Statut de conservation UICN

 VU  : Vulnérable
L’Étourneau de Ceylan (Sturnornis albofrontatus), unique représentant du genre Sturnornis, est une espèce d'oiseaux de la famille des Sturnidae.

## Systématique
L'espèce Sturnornis albofrontatus a été décrite pour la première fois en 1854 par l'ornithologue britannique Edgar Leopold Layard (1824-1900) sous le protonyme d’Heterornis albofrontata.
En 1879, l'ornithologue australien William Vincent Legge (d) crée le genre Sturnornis pour y classer l'espèce Sturnus senex, synonyme de Heterornis albofrontata.

## Habitat et répartition
Il fréquente les régions humides forestières du centre/sud-ouest du Sri Lanka.